# Julián Castro (politico venezuelano)
Julián Castro Contreras (Petare, intorno al 1810 – Valencia, 12 giugno 1875) è stato un politico e militare venezuelano, presidente del Venezuela dal 18 marzo 1858 al 12 agosto 1859.

## Biografia
Julián Castro è presumibilmente nato a Petare intorno al 1810 (la data non è certa). I suoi genitori erano Juan Manuel Castro e Margarita Contreras. Aveva un fratello, Inocente Castro. Si arruolò nell'esercito e nel 1830 deteneva il grado di Alférez (sottotenente nella moderna gerarchia militare). Nel 1835, come capitano, prese parte alla Rivoluzione delle Riforme che allontanò dal potere il presidente José María Vargas. Sconfitto nel colpo di stato, fu imprigionato, ma rilasciato alcuni anni dopo. Poi lui e suo fratello si trasferirono a Bejuma (stato di Carabobo). Sposò María Nieves Briceño, figlia naturale di José Laurencio Silva, un eroe della Guerra d'indipendenza venezuelana, ed ebbe quattro figli: Julián, Inocente, Ramón e Francisco de Paula.
Con l'ascesa di José Tadeo Monagas alla presidenza nel 1847, Castro cominciò a essere promosso nel sistema militare. Nel 1849 fu promosso a comandante. Nel 1849 fu incaricato di combattere contro José Antonio Páez, che guidò un'insurrezione contro Monagas, e contribuì molto positivamente alla sua reputazione. Dopo varie promozioni, salì al grado di Generale de Brigada (generale di brigata) nel 1853; l'anno successivo fu nominato comandante militare (Comandante de Armas) di Valencia.
Nell'aprile del 1856 Monagas nominò Castro governatore di Carabobo e lo promosse a Generale de División (general maggiore). Nel marzo 1858 guidò un movimento contro Monagas, che si dimise da presidente il 15 marzo. Castro divenne presidente il 18 marzo. La sua presidenza fu turbata da scandali (il caso Urrutia, tra gli altri), tentativi di colpo di stato e dall'inizio della guerra federale (febbraio 1859), guidata da Ezequiel Zamora e Juan Crisóstomo Falcón.
Il 2 agosto 1859 fu imprigionato da alcuni ufficiali militari, incluso il comandante militare di Caracas, Manuel de las Casas, e costretto a dimettersi. Rimase in prigione e fu processato dal Congresso venezuelano nel luglio 1860, che lo dichiarò colpevole di tradimento, ma non lo punì. Dopo il processo, Castro lasciò il Venezuela.
Castro tornò in Venezuela nel 1870, poco prima della rivoluzione di aprile guidata da Antonio Guzmán. Si unì a lui e rimase nell'esercito venezuelano fino alla sua morte. Morì a Valencia il 12 giugno 1875.